# Francisca de la Encarnación
María Francisca Espejo y Martos o según su nombre religioso Francisca de la Encarnación (Martos, 12 de febrero de 1873 - Las Casillas, 13 de enero de 1937) fue una monja trinitaria que fue ejecutada por milicianos del Bando republicano, durante la guerra civil española, debido su condición de religiosa. Fue beatificada el 28 de octubre de 2007 en Roma, convirtiéndose así en la primera monja trinitaria que obtiene dicho título. Actualmente puede observarse su cuerpo incorrupto, pero protegido con una cubierta de cera, en el Monasterio de la Santísima Trinidad de la ciudad de Martos.

## Biografía
María Francisca pertenecía a una familia humilde, era sobrina de una monja trinitaria, llamada sor María del Rosario. Francisca, al quedar huérfana muy joven, entró como educanda en el convento de Martos al amparo de su tía, y en su adolescencia y sintiendo el deseo de quedarse en el convento como monja, pidió ser admitida en la comunidad. El 2 de julio de 1893 recibió el hábito, y el 5 de julio de 1894 emitió su profesión religiosa, tomando el nombre de sor Francisca de la Encarnación. Quedó por tanto al servicio de la Iglesia y ayudando a los más necesitados con sus oraciones, desde la clausura de su monasterio.
El día 21 de julio de 1936 la comunidad trinitaria de Martos fue expulsada de su monasterio. Sor Encarnación junto con su tía encontraron refugio en casa de su hermano, Ramón. Allí hacían una vida muy similar a la del convento, entre oraciones y trabajos, y dando una mano en las labores del hogar familiar.

## Apresamiento y martirio
El 12 de enero de 1937 se presentaron unos milicianos que detuvieron a las dos monjas. Sor Rosario tenía más de 80 años; su sobrina, sor Encarnación, tenía casi 64. Cuando las llevaban hacia la cárcel, dejaron regresar a casa a la más anciana de las dos. Sor Francisca fue encarcelada por error. Habían decidido fusilar a las superioras de los tres conventos femeninos de Martos; simplemente, en el caso de las trinitarias, se equivocaron de monja. En la madrugada del día siguiente fue ejecutada dentro de un grupo de 50 presos, en la pedanía marteña de Las Casillas.

## Beatificación y culto
Francisca sufrió el martirio únicamente por su condición de religiosa, puesto que toda su vida la pasó encerrada tras las rejas de su monasterio, no pertenecía a ningún bando dentro de la guerra que azotaba España a inicios del siglo XX. Por esta razón, la monja fue beatificada el 28 de octubre de 2007, por el papa Benedicto XVI, en un grupo de diez trinitarios mártires, que a su vez se encontraban en un gran grupo de 497 mártires de la guerra de España del siglo XX.
Exhumados los restos de la religiosa trinitaria, a primeros de julio de 1939, fueron llevados a la iglesia de las monjas trinitarias. En 1986 se reconocieron sus restos, los cuales se conservaban incorruptos, así se han podido ver, de nuevo, en el reconocimiento de restos previo a la beatificación, que tuvo lugar el 19 de julio de 2006.